# Els tres mosqueters (pel·lícula de 1973)

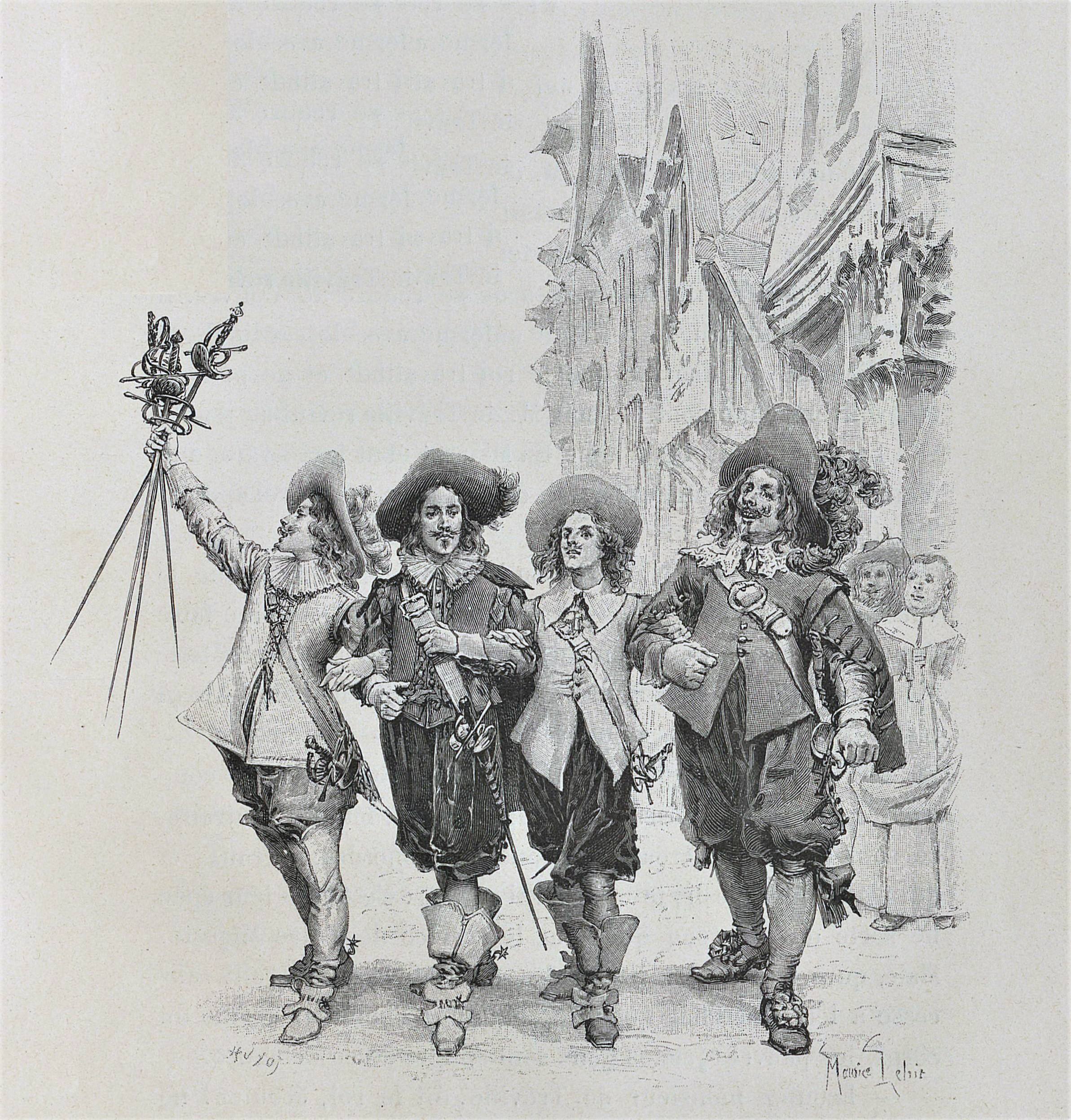
Els Tres Mosqueters

Els tres mosqueters (títol original en anglès, The Three Musketeers) és una pel·lícula de 1973 basada en la novel·la de 1844 d'Alexandre Dumas. És dirigida per Richard Lester a partir d'un guió de George MacDonald Fraser i produïda per Ilya Salkind. És protagonitzada per Michael York, Oliver Reed, Frank Finlay i Richard Chamberlain com a mosqueters protagonistes, amb Raquel Welch, Geraldine Chaplin, Jean-Pierre Cassel, Charlton Heston, Faye Dunaway, Christopher Lee, Simon Ward, Georges Wilson i Spike Milligan. S'ha doblat al català.
La pel·lícula segueix estretament el fil de la novel·la i també injecta una bona quantitat d'humor. Va ser proposada a la dècada del 1960 com a producte de The Beatles, a qui Lester havia dirigit a A Hard Day's Night i Help!. Va ser rodada pel director de fotografia David Watkin, amb una fixació per als detalls d'època, a Madrid i Segòvia. Les escenes de lluita van ser coreografiades pel mestre espadatxí William Hobbs. La banda sonora va ser composta per Michel Legrand.
Els tres mosqueters es va estrenar a França l'11 de desembre de 1973. Va ser un èxit de crítica i comercial i va ser nominada a diversos premis, inclosos cinc BAFTA. Raquel Welch va guanyar un Globus d'Or per la seva interpretació. Els quatre mosqueters, una seqüela rodada de forma conjunta, es va estrenar l'any següent.